# 訴諸可能
訴諸可能（Appeal to Possibility/Probability）或把合理當正確是一種非形式謬誤，是基於一件事有可能或相當可能是真的，就把它當作確定是真的。
真相（或事情未來的發展）是唯一的，合理的推測卻有很多，當思考或決策忽略了其他可能性，把一種合理的、可能的推測當做正確的、必然的真相，就不是恰當的推理。像例如說「死刑的嚇阻效果不明確，因此死刑可能無助治安」是合理的，但這不表示死刑一定無助治安。因為死刑嚇阻效果不明確，就一口咬定死刑一定無助治安，是不恰當的推理。

## 示例
例1

- 甲：你確定只申請第一大學嗎？你的成績並不算好，缺乏優異事蹟，而且大家都覺得你準備不夠充分……
- 乙：你認為我不可能上嗎？
- 甲：並非「不可能」，只是……
- 乙：既然「有可能」，那就沒問題了。

決策不應只基於「有可能」而做，如許多客觀資訊都顯示可能性極低還堅持要做，且認為一定會成功，後果很可能不符預期。
例2

網路上很多駭客，你上網不裝防火牆，你的電腦一定會被駭客入侵的！

上網不裝防火牆會增加電腦被入侵的風險，但並非一定會被駭客入侵。
例3

小華在偵訊時結結巴巴、言詞反覆，還數度說謊，這就是他涉入了這起大規模詐欺案的明確證據！辯護律師找一堆理由幫這種惡徒脫罪，真是毫無良心！

要判定小華涉案，通常需有充分的法律證據，小華在偵訊時的表現可作為懷疑小華涉案的線索，但不應據此咬定他必有涉案，及認定試圖為嫌疑犯辯護的律師都是昧著良心做事。
例4

雖然我和他沒見過面，但他用了女生頭像，整體給人的感覺也像女的，因此一定是個女孩子。

用女生頭像，行為也像女生的網民，不一定在真實世界是女的。
例5

他有可能有罪，但抓不到其他的嫌疑犯，因此不能將這人給無罪開釋，一定要給他定罪。

有罪只是一種可能性，但這不代表這人就一定要被定罪。

## 相關謬誤
- 布佛氏論證：假定某觀點是錯的，由此出發解釋為什麼許多人會相信它，然後斷定該觀點是錯誤的。
- 訴諸陰謀：在未有充分證據下，主張事情的真相一定是某些人在背後進行陰謀。
- 訴諸動機：在未有充分證據下，主張某種觀點的主張者一定是出於某種（不良的）動機，然後斷定該觀點是錯誤的或者是可疑的。

## 外部連結
- （英文）Logical Fallacy: Probabilistic Fallacy（页面存档备份，存于）